# 가문의 법칙
가문의 법칙(Sarkar Raj)은 인도에서 제작된 람 고팔 바르마 감독의 2005년 액션, 범죄, 스릴러, 드라마 영화이다. 자베드 안사리 등이 주연으로 출연하였고 람 고팔 바르마 등이 제작에 참여하였다.

## 출연

### 주연
- 자베드 안사리
- 아비쉑 밧찬

### 조연
- 아미타브 밧찬
- 빅터 배너지
- 수프리야 파닥
- 아이쉬와라 라이
- 타니샤
- 사야지 쉰데
- 쉬시 샤르마
- 고빈드 남데오

## 제작진
- 의상: 우르밀라 랄 모트와니